# Station Barking
Barking is een station van London Overground aan de Gospel Oak to Barking Line en de metro van Londen aan de District Line en Hammersmith & City Line. Het station is geopend in 1854 door de London, Tilbury & Southend Railway.

## Geschiedenis

### London Tilbury & Southend Railway
Het station werd geopend als onderdeel van de London Tilbury & Southend Railway (LT & SR), die bij Forest Gate aansluiting de hoofdlijn van de Eastern Counties Railway (ECR) verliet. Aan de stadszijde kende LT&SR twee takken ten westen van Stratford met de respectievelijke kopstations bij Fenchurch Street en Shoreditch. Barking was halverwege de 19e eeuw een klein dorp en bij de opening op 13 april 1854 kende het station slechts twee sporen. Door het gemeenschappelijke gebruik van de sporen tussen Stratford en Forest Gate aansluiting ontstonden opstoppingen bij Straford wat de relatie tussen de LT&SR en ECR vertroebelde. Hierop werd een nieuwe lijn aangelegd tussen Barking aan de LT&SR en de aansluiting bij de gasfabriek op de London & Blackwall Extension Railway, die in 1858 geopend werd. Afgezien van de aansluiting vlak ten westen van de brug over de Roding veranderde er niets bij Barking en werd het oorspronkelijke spoor tussen Barking en Forest Gate aansluiting vervolgens gebruikt door goederentreinen en een beperkte stoptreindienst van de ECR en na 1862 van de Great Eastern Railway, tussen Bishopsgate en Barking.
Tussen de rivier de Roding en het station was er een overweg bij Tanner Street en aan de oostkant van het station een op East Street. Omstreeks 1860 werden aan de zuidkant van de lijn ten westen van het station enkele kolensporen gelegd.
De directe Pitsea-route ging in etappes open, eerst naar Upminster (1885), East Horndon (1886) en uiteindelijk werd in 1888 deze route bij Pitsea aangesloten op de bestaande lijn tussen Barking en Southend bij Pitsea. De aansluiting van de Pitsea route bij Barking kreeg een eigen seinhuis genaamd Barking East Junction en het bestaande seinhuis, Barking Junction box, ten westen van Barking werd omgedoopt tot Barking West Junction. Het toenemende passagiers- en goederenverkeer en problemen met de overwegen in de loop van de jaren 80 van de 19e eeuw leidden tot een onhoudbare situatie wat aanleiding was om het station en omgeving grondig te verbouwen.

#### Verbouwing 1889
De verbouwing van 1889 omvatte:
- Een extra doorgaand spoor om de GER stoptreinen te scheiden van andere diensten.
- De verlenging van twee bestaande perrons om langere treinen te kunnen herbergen
- Een kopspoor alleen voor vertrekkende diensten
- Een nieuw stationsgebouw
- Een nieuw veeperron

Ondanks het toenemende gebruik werden er geen wijzigingen aangebracht in de overwegvoorzieningen, hoewel een aantal kleine voetovergangen in 1900/1901 werden gesloten.
De verbouwing hield rekening met de komst van de Tottenham and Forest Gate Railway (T&FGR), die in juli 1894 werd geopend en ook Barking aandeed. Hoewel het een joint venture was tussen de LT&SR en Midland Railway, werd het merendeel van de diensten door de laatstgenoemde onderneming verzorgd.

#### Nieuwe bruggen
Rond de eeuwwisseling trokken de lange wachttijden bij de overweg bij de East Street de aandacht van het districtsbestuur van Barking. In 1902 bracht de LT&SR enkele kleine wijzigingen aan in de plaatsing van seinen, wat enige verlichting bracht, ze waren een opmaat voor verdere veranderingen in het gebied. Een nieuwe brug over de rivier de Roding werd in 1900 geopend en de oorspronkelijke rivierbrug werd in 1903 vervangen. De nieuwe indeling betekende dat de Great Eastern/T&FGR de noordelijke en de LT&SR de zuidelijke sporen bereed.
Tegelijkertijd werd de Whitechapel en Bow Railway (een gezamenlijke onderneming van LT&SR en District Railway) gebouwd en toen deze werd geopend, reden de treinen van de District Railway (DR), de latere District Line, door naar East Ham, waarvan een beperkt deel via Barking door ging tot Upminster.
Alle treinen werden in die tijd door stoom aangedreven. Als gevolg van de verslechterde dienstverlening van de LT & SR en de toename van het woon-werkverkeer in Southend werd de lijn tussen Bromley en East Ham voorzien van eigen, geëlektrificeerde, sporen voor de metro waarop de District Railway in 1905 ging rijden, de District Railway staakte toen haar diensten ten oosten van East Ham.
Little Ilford, het gebied tussen East Ham en de Roding werd ontwikkeld tussen 1902 en 1908 en in die tijd werden de elektrische metrosporen doorgetrokken van East Ham tot Barking, zodat er drie paar sporen de Roding kruisten. De elektrische diensten van de District Railway werden in 1908 verlengd van East Ham en tot Barking, hoewel een paar met stoomdiensten van de District Railway doorreden tot Southend. Inmiddels had de LT&SR, die eerder de overweg van East Street wilde handhaven, tot de conclusie dat er een brug moest komen.
Tegen die tijd zag de LT&SR, die eerder weerstand had geboden tegen het sluiten van de overweg op East Street, eindelijk in dat er een brug nodig was en dit werd onderdeel van de grote verbouwing van het station in 1908, het station kreeg acht sporen die als volgt werden gebruikt.
| Spoor | Gebruik                          | Opmerkingen                                                                                |
| ----- | -------------------------------- | ------------------------------------------------------------------------------------------ |
| 1     | Eindigende treinen van T&FG      |                                                                                            |
| 2     | Staduitwaartse treinen van T& FG | Voornamelijk goederen treinen, in 1911 geëlektrificeerd voor de District Railway in 1911   |
| 3     | Stadintwaartse treinen van T& FG | Voornamelijk goederen treinen, in 1911 geëlektrificeerd voor de District Railway in 1911   |
| 4     | District line                    | Geëlektrificeerd – diensten eindigden op spoor 4 en 5.                                     |
| 5     | District line                    | Geëlektrificeerd – twee opstelsporen lagen hier aan de oostkant om treinen te kunnen keren |
| 6     | Staduitwaartse treinen van LT&SR | Diensten van Fenchurch Street naar Southend & Tilbury (onderdeel van het station uit 1889) |
| 7     | Stadinwaartse treinen van LT&SR  | Diensten van Southend & Tilbury naar Fenchurch Street (onderdeel van het station uit 1889) |
| 8     | Stadinwaartse treinen van LT&SR  | Diensten van Southend & Tilbury naar Fenchurch Street (onderdeel van het station uit 1889) |

Er was ook een stadinwaarts spoor, de Rippleside Loop, voor goederenverkeer en het goederenstation werd ten westen van het station herbouwd. De volledige elektrische diensten van de District Railway naar Barking begonnen op 1 april 1908 en de sporen 2 en 3 werden in 1911 geëlektrificeerd. Het jaar daarop, in 1912, werd de LT&SR overgenomen door de Midland Railway.

### London Midland & Scottish Railway
In 1921 werd de Grouping Act aangenomen waarmee de Britse spoorwegmaatschappijen werden gegroepeerd in vier klusters. Als gevolg hiervan ging de Midland Railway in 1923 op in de London Midland & Scottish Railway (LMS). In november 1923 schoot een locomotief door het stootblok en bleven boven de lager gelegen weg hangen. De LMS en de DR onderzochten de doortrekking van de elektrische metro naar Upminster. Hiertoe werden langs de noordrand van de bestaande sporen twee geëlektrificeerde sporen toegevoegd die aan de oostkant van Barking moesten worden aangesloten op de bestaande metrosporen. De verlenging van de metro naar het oosten, die op 12 september 1932 werd geopend, betekende ook nieuwe stations tussen Barking en Upminster. In 1933 werd het OV in Londen genationaliseerd in de London Passengers Transport Board dat alle metrobedrijven de uitgang Line gaf. Op 4 mei 1936 ging ook de oosttak van de Metropolitan Line rijden tot Barking, deze dienst heet sinds 1990 Hammersmith & City Line. Barking werd eind 1940 meerdere keren gebombardeerd. Op 7 september 1940 was er slechts geringe schade, maar op 12 september werd het station geraakt waardoor alle sporen werden geblokkeerd. Op 20 oktober 1940 werden de metrodiensten tussen Barking en Upminster opgeschort nadat de lijn was gebombardeerd. Op 25 oktober 1940 werden de metrosporen geraakt en vervolgens werden de metrodiensten opgeschort.

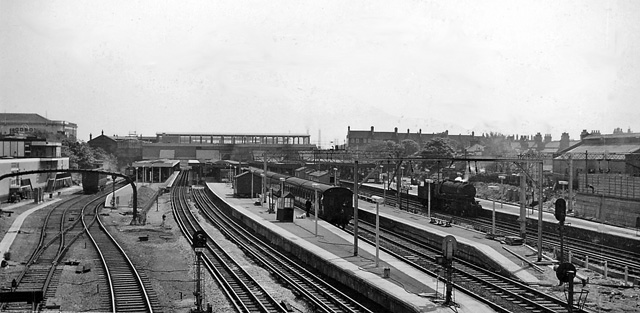
Het station op 12 mei 1961.
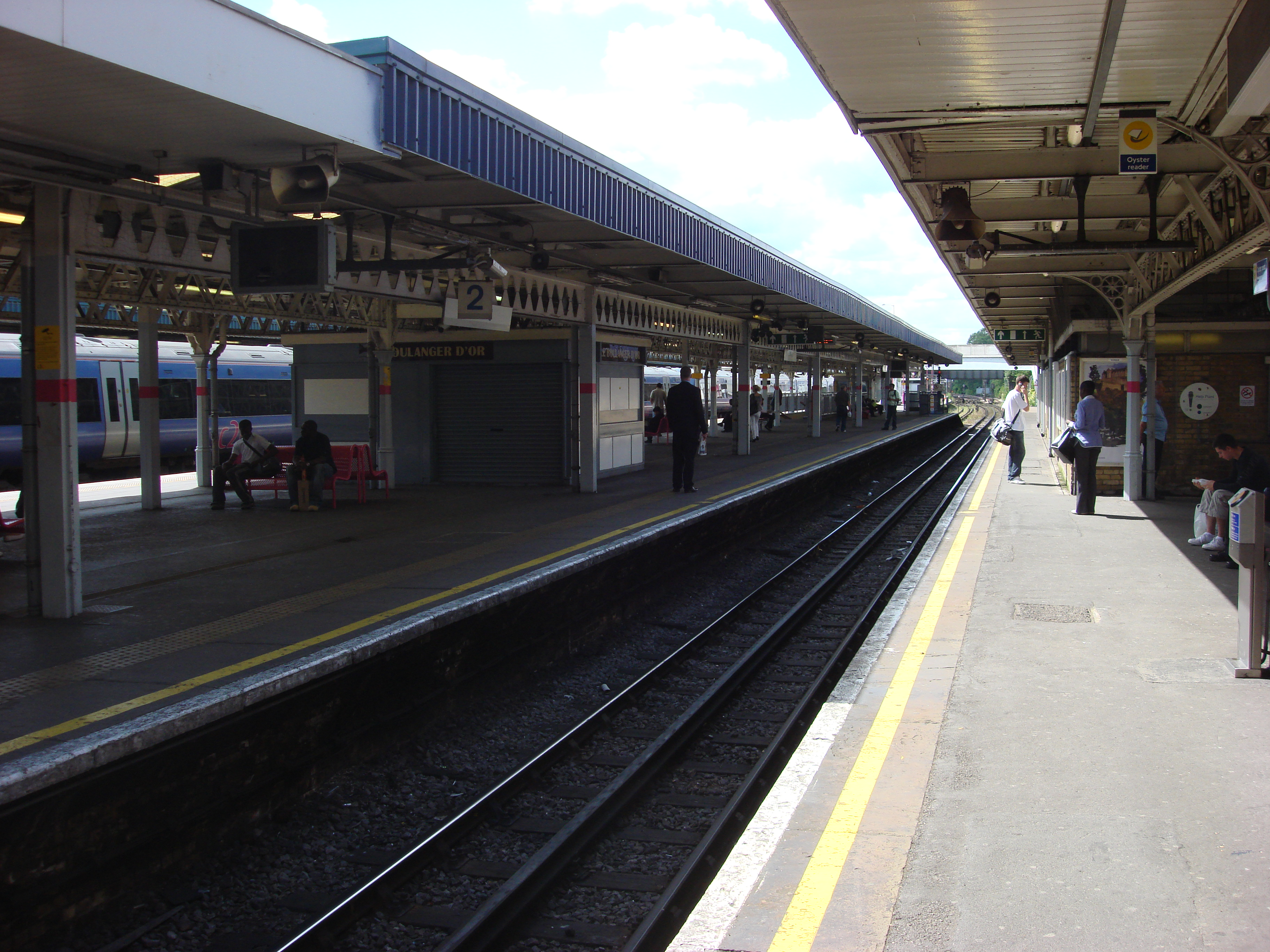
Het oostelijke deel van spoor 2 tussen de perrons.
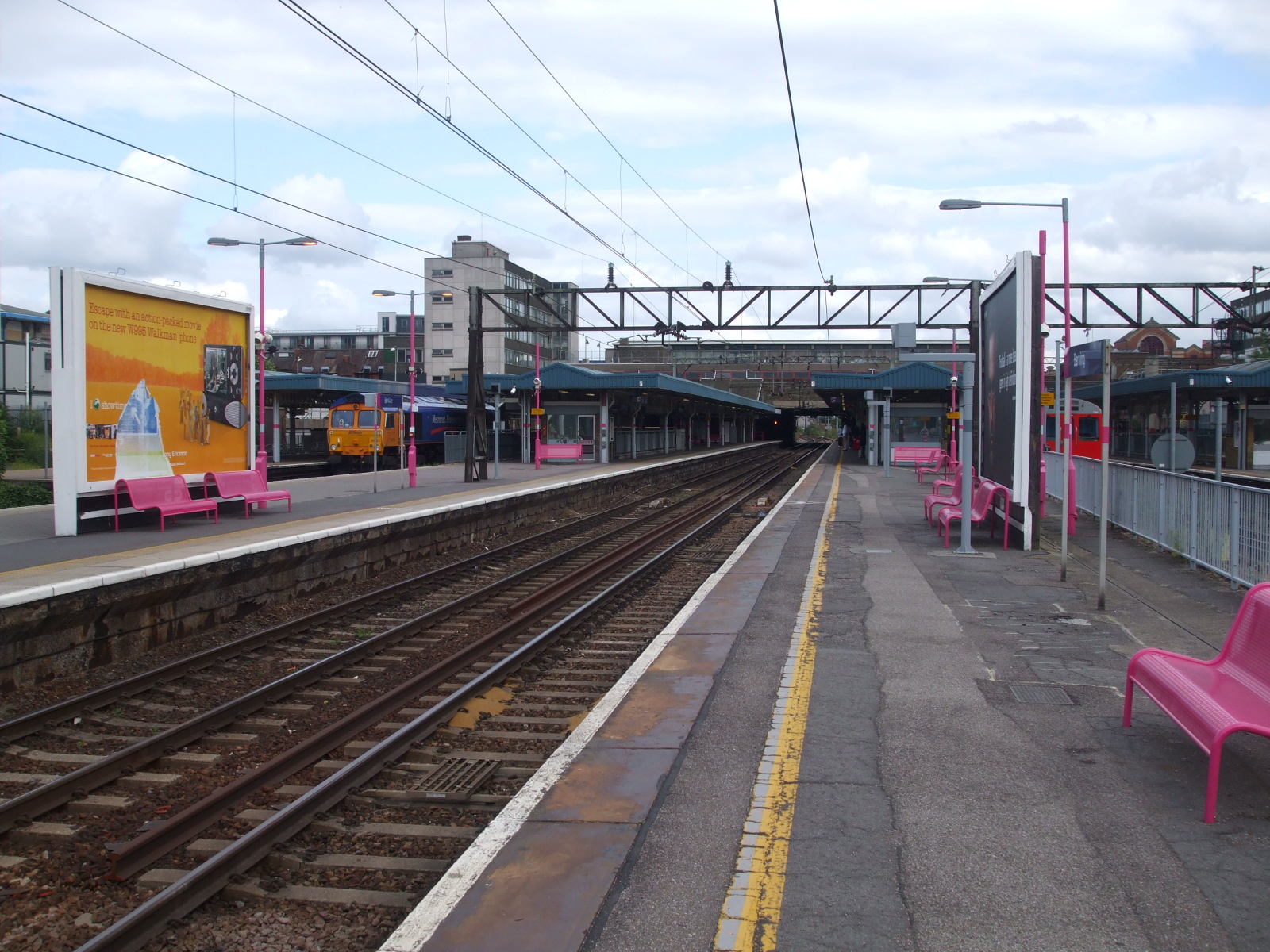
Barking gezien uit het noordwesten.

### British Railways
Op 1 januari 1948 werden de spoorwegen genationaliseerd en Barking werd een korte periode een station onder beheer van de London Midland Region voordat het op 20 februari 1949, samen met de rest van de voormalige LTSR-lijnen, in de Eastern Region werd ondergebracht.
In het begin van de jaren vijftig werd een groot moderniseringsprogramma voor de hele London Tilbury Southend Line (LTS) ontwikkeld, bestaande uit:
Elektrificatie en vernieuwing van het seinstelsel van de LTS
Volledige operationele scheiding van de LTS en District Line.
Vereenvoudiging van vrachtactiviteiten van en naar het rangeerterrein bij Ripple Lane.
De wederopbouw van station Barking met een viaduct voor goederentreinen en overstap op hetzelfde perron tussen metro- en Southendlijn-diensten. Om de passagiersuitwisseling tussen District Line en British Rail (en vice versa) te verbeteren, werden zowel aan de westkant als aan de oostkant onderdoorgangen gebouwd.
Dit werk werd eind jaren vijftig en begin jaren zestig opgeleverd en vanaf juni 1962 werden alle reizigersdiensten op de LTS verzorgd door elektrische treinstellen van de Class 302.
Het stationsgebouw werd tussen 1959 en 1961 volledig herbouwd naar ontwerp van architect HH Powell in samenwerking met projectarchitect John Ward van de architectenafdeling van de British Railways Eastern Region. Nikolaus Pevsner verklaarde dat het "gebouwd was in samenhang met de elektrificatie van de spoorlijn" en dat "het een overeenkomstig modern uiterlijk heeft en ongetwijfeld een van de beste Engelse stations van deze tijd". Het station werd in 1961 heropend door de koningin en staat sinds 1995 op de monumentenlijst.
| Spoor | Gebruik                     | Opmerkingen |
| ----- | --------------------------- | --- |
| 1     | Eindigende treinen van T&FG | kopspoor t.b.v. Overground |
| 2     | District Line oostwaarts    | |
| 3     | Kopspoor voor de metro      | voornamelijk voor kerende metro's op de Hammersmith & City Line |
| 4     | Southend Line oostwaarts    | |
| 5     | Southend Line westwaarts    | |
| 6     | District Line westwaarts    | |
| 7     | LTS naar Tilbury            | Goederentreinen gebruiken deze route richting North Thameside - vanaf 2021 wordt de Gospel Oak dienst doorgetrokken naar Barking Riverside en zal dan ook dit spoor gebruiken |
| 8     | LTS uit Tilbury             | Goederentreinen gebruiken deze route vanaf North Thameside en de toekomstige Barking Riverside - Gospel Oak dienst zal ook dit spoor gebruiken                                |

De LTS-lijn en het station werden in 1982 ondergebracht in de London & Southeast-sector van British Rail die in juni 1986 werd omgedoopt in Network South East (NSE). Toen de conservatieve regering in het begin van de jaren negentig de spoorwegen wilde privatiseren, werd de verzorging de reizigersdienst ondergebracht in een Train Operating Unit.

## Privatisering
De LTS werd in mei 1996 geprivatiseerd en waarbij een nieuw bedrijf genaamd LTS Rail (eigendom van Prism Rail) de diensten via het station van Barking overnam. De eigenaren van Prism Rail werden in 2000 gekocht door National Express en de lijn werd omgedoopt tot C2C.
De infrastructuur werd vanaf 1994 beheerd door Railtrack, maar na hun faillissement in 2001 werd een nieuw, bedrijf genaamd Network Rail, opgericht om de infrastructuur te onderhouden.

## Ligging & inrichting
Het station heeft vier trappen vanaf de perrons naar de reizigersbrug en de stationshal. Vier hellingen tussen de perrons en een reizigerstunnel zorgen voor rolstoeltoegankelijkheid van alle perrons, de verbinding met de stationshal loopt via een lift tussen de stationshal en het perron langs spoor 1. Spoor 1 is een kopspoor dat dienst als eindpunt van de Gospel Oak to Barking Line van de London Overground. Het werd in 2017 geëlektrificeerd, klaar voor de geplande introductie van elektrische treinen in 2018. Spoor 3 is eveneens een kopspoor dat voornamelijk wordt gebruikt door de District Line om te keren. Spoor 3 loopt niet langs de volle lengte van het perron zodat het oostelijke deel van spoor 2 aan beide zijden begrensd wordt door een perron.
De kaartverkoop kent zeven loketten die worden beheerd door C2C, daarnaast zijn er kaartautomaten van TRIBUTE en FastTIS. Er worden kaartjes verkocht voor zowel National Rail als London Underground, inclusief de Oyster Cards. Voor het ophalen van on-line bestelde kaartjes en de aankoop van Oyster Cards zijn vier kaartautomaten van Scheidt en Bachman geplaatst. Zeven gewone en een brede toegangspoort voeren de kaartcontrole uit.
Ten oosten van het station liggen opstelsporen die werden gebouwd om D-stock, C-stock en, sinds 9 december 2012, S-stock te stallen, hoewel sinds 2017 alleen S-stock op de route in gebruik is.
Ten westen van het station liggen twee spoorbruggen, de westelijkste voert de NR-sporen van en naar spoor 7 en 8 over de vier sporen van en naar de sporen 2-6 om zodat de sporen van en naar Woodgrange Park conflictvrij verbonden zijn met die van en naar Tilbury. Hierdoor is het voor c2c mogelijk om diensten naar Stratford en Liverpool Street uit te voeren zonder de underground te hinderen. Zodra de London Overground verder naar Barking Riverside Station wordt doorgetrokken zal ook deze van de brug gebruikmaken.
Aan de oostkant ligt een onderdoorgang voor de metro onder de sporen van de LTS zodat de metro uit het oosten eveneens over een conflictvrije kruising het station kunnen binnen komen op spoor 6. Door deze indeling kan tussen metro en trein worden overgestapt op hetzelfde perron, in westelijke richting tussen spoor 6 (metro) en spoor 5 (trein), in oostelijke richting tussen spoor 4 (trein) en de sporen 2 en 3 (metro).
De Barking and Dagenham London Borough Council heeft een masterplan opgesteld voor de herontwikkeling van het station, inclusief de verwijdering van winkelruimtes uit de stationshal, uitbreiding van de toegangspoortjes, extra Oyster- kaartmachines, nieuwbouw van vervangende winkels en meer natuurlijk licht in het station. In 2009 werd het station bestempeld als een van de tien slechtste overstapstations van categorie B ter beoordeling van het gebouw en omgeving door een mystery shopper, en het was de bedoeling om een ongeveer £ 50 miljoen te ontvangen voor verbeteringen.
Als onderdeel van de verlenging van de Essex Thameside franchise in 2011 werd voorgesteld dat de eigendom van het station zou kunnen worden overgedragen aan Transport for London. Na de algemene verkiezingen van 2010 werd de bekostiging voor geplande werken ingetrokken en de verlenging van de franchise in 2011 werd uitgesteld tot 2013. De nieuwe aanbestedingsprocedure voor de concessie stelt de overdracht van het onderhoud van het gebouw van Network Rail aan de nieuwe exploitant voor, en omvat een optie om de herinrichtingswerken uit te voeren. In 2012 is de openbare ruimte buiten het station op Station Parade opnieuw ingedeeld en opnieuw ingericht, met financiering van Transport for London.

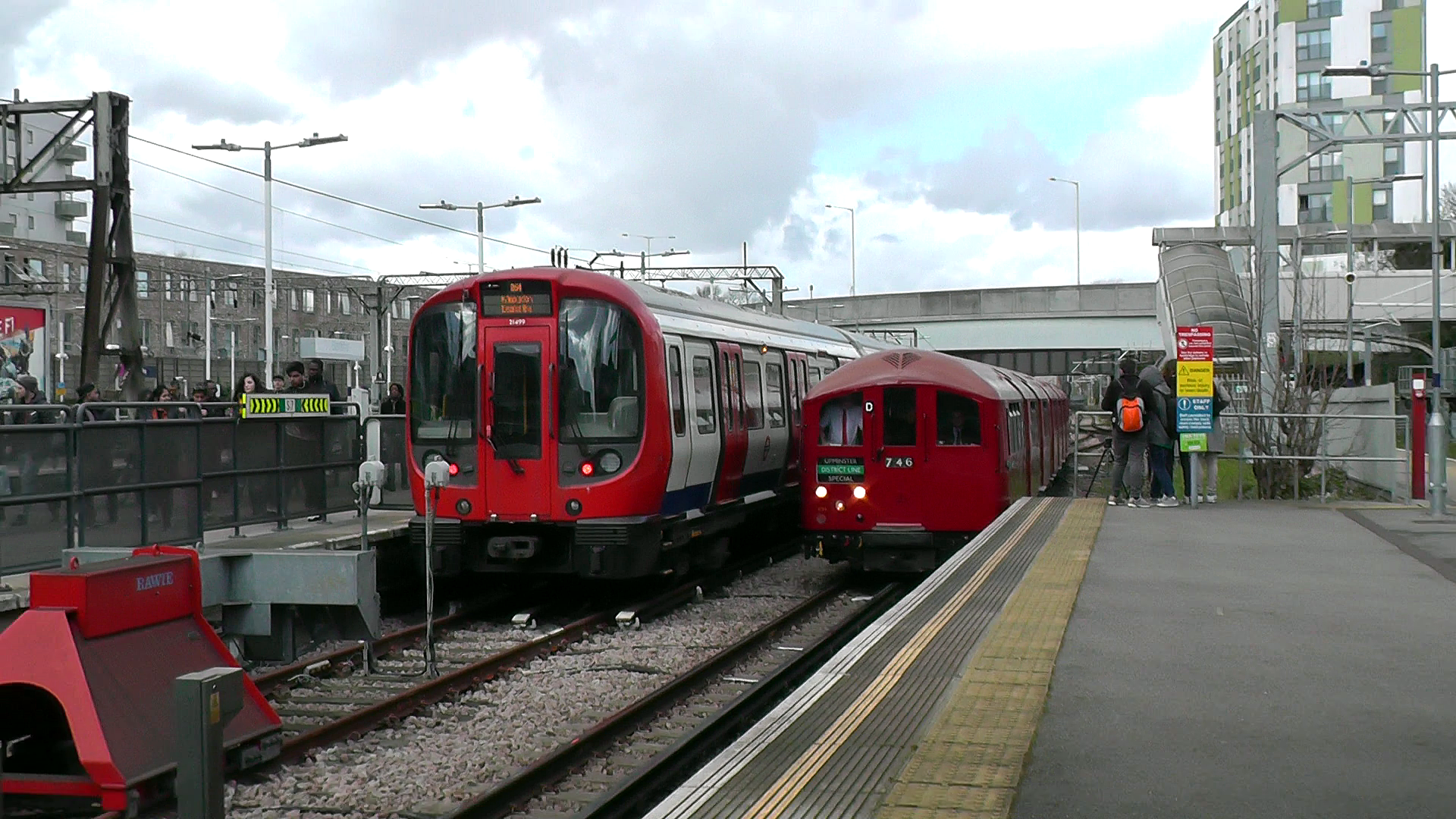
S-Stock op spoor 3, naast metromaterieel 1938 op spoor 2 in 2019.
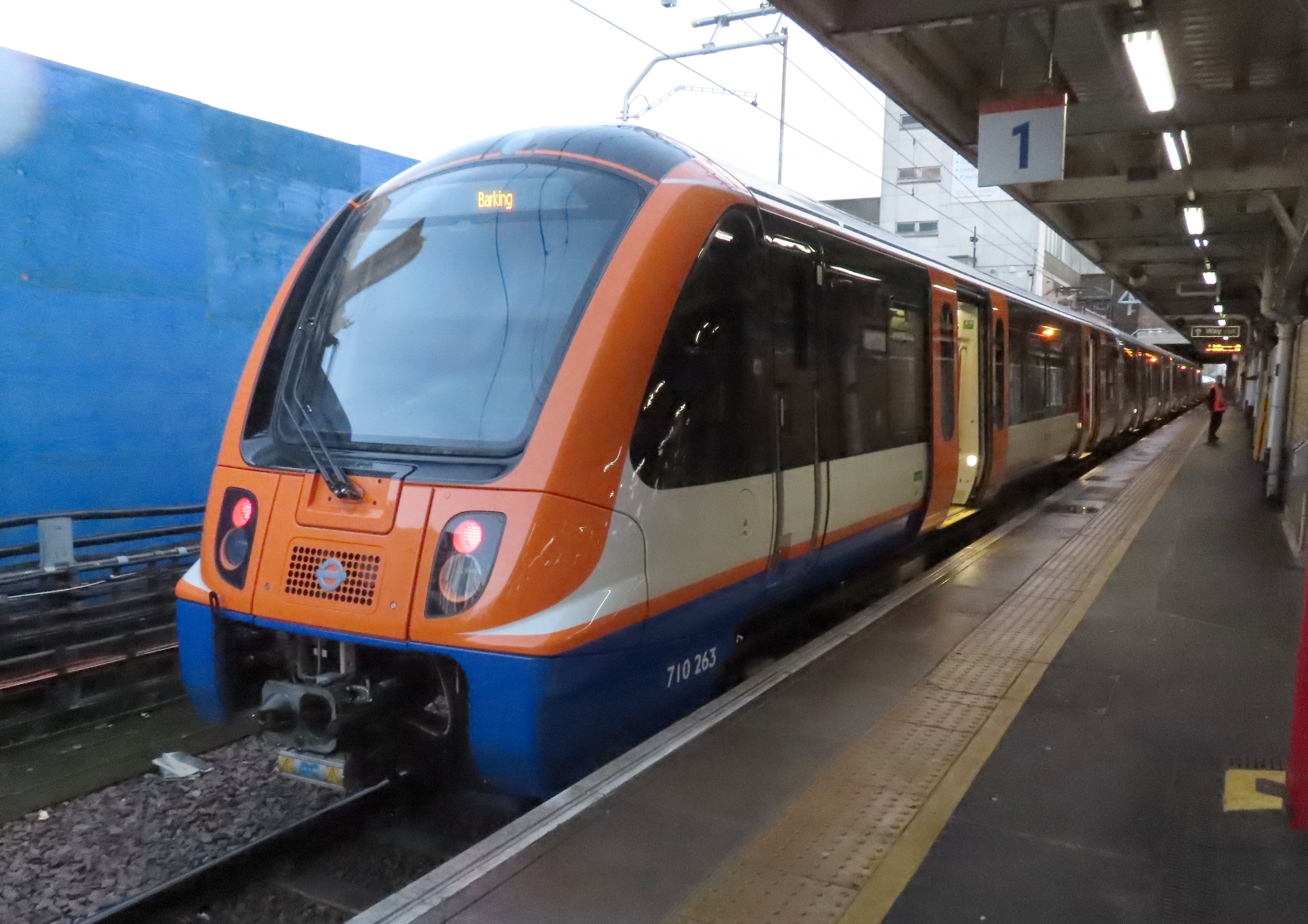
De overground met class 710 treinstellen.
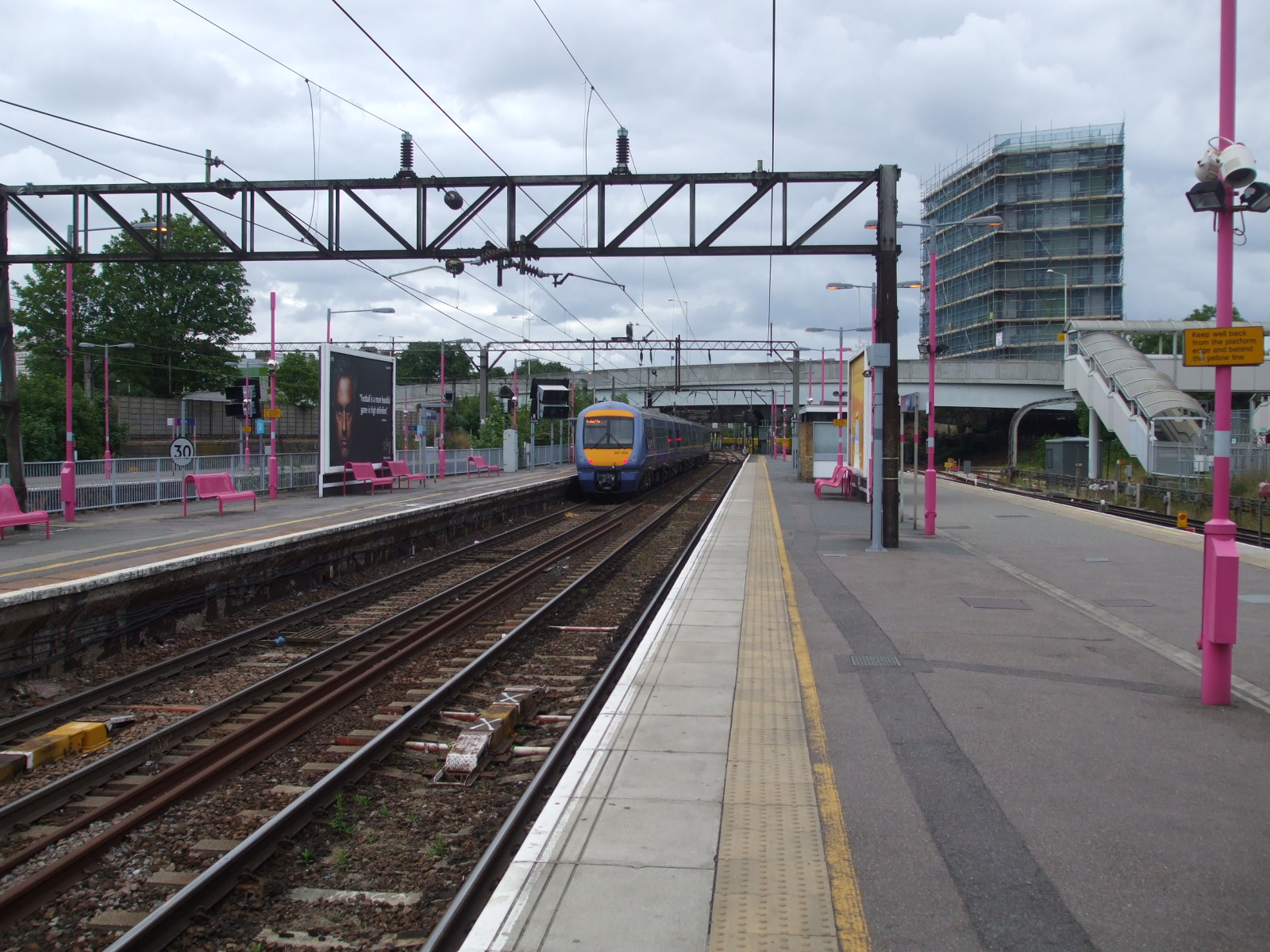
De sporen 4 en 5 met een treinstel van c2c.

## Reizigersdiensten

### London Underground
Sommige LU-diensten rijden van/naar "the bay road" (spoor 3). De meeste metrostellen van de Hammersmith & City Line rijden rechtstreeks van/naar de opstelsporen ten oosten van het station, waar sommige treinen 's nachts op gestald worden.
Metroreizigers naar het westen kunnen meestal het beste de eerste trein vanaf spoor 6 nemen en zo nodig ten westen van Plaistow overstappen (de laatste mogelijkheid om over te stappen tussen de District- en Hammersmith & City Line is Aldgate East), in plaats de wandeling naar het kopspoor te maken. Dit maakt het ook mogelijk om over te stappen op metro's die keren op het kopspoor in Plaistow.
De normale dienst tijdens de daluren omvat:

#### Oostwaarts
- 6 metro's per uur naar Richmond via Tower Hill (District Line)
- 3 metro's per uur naar Wimbledon via Tower Hill (District Line)
- 6 metro's per uur naar Ealing Broadway via Tower Hill (District Line)
- 6 metro's per uur naar Hammersmith (Hammersmith en City Line)

#### Westwaarts
- 12 metro's per uur naar Upminster (District Line)
- 9 metro's per uur eindigen in Barking waarvan 6 van de Hammersmith en City Line en 3 van de District Line.

### London Overground
Treinen van/naar Gospel Oak (4 keer per uur) gebruiken meestal spoor 1, sommige treinen rijden van/naar spoor 7 rijden zodat treinbestuurders hun routekennis kunnen behouden. De overground rijdt hier met treinstellen van class 710 die de class 378 vervingen die in bruikleen waren van andere Overground lijnen.
Treinen van/naar station Barking Riverside (met een voorgesteld station dat later aan Renwick Road zal worden gebouwd ) zullen sporen 7 en 8 gebruiken zodra het nieuwe station en de lijnverlenging in 2022 worden geopend.

### Treindiensten
De normale dienst tijdens de daluren omvat:

#### Westwaarts
- 8 treinen per uur naar London Fenchurch Street (c2c) (6 treinen per uur in het weekeinde)
- 2 treinen per uur naar London Liverpool Street via Stratford (alleen in het weekend; c2c)

#### Oostwaarts
- 4 treinen per uur naar Shoeburyness via Basildon (c2c)
- 2 treinen per uur naar Grays via Rainham (c2c)
- 2 treinen per uur naar Southend Central via Ockendon (c2c)

Hammersmith · 
Goldhawk Road · 
Shepherd's Bush Market ·
Wood Lane · 
Latimer Road · 
Ladbroke Grove · 
Westbourne Park · 
Royal Oak · 
Paddington · 
Edgware Road · 
Baker Street · 
Great Portland Street · 
Euston Square · 
King's Cross St. Pancras · 
Farringdon · 
Barbican · 
Moorgate · 
Liverpool Street · 
Aldgate East · 
Whitechapel · 
Stepney Green · 
Mile End · 
Bow Road · 
Bromley-by-Bow · 
West Ham · 
Plaistow · 
Upton Park · 
East Ham · 
Barking